# Староибрайкинское сельское поселение
Староибрайкинское се́льское поселе́ние — муниципальное образование в Аксубаевском районе Татарстана Российской Федерации.
Административный центр — село Старое Ибрайкино.

## История
Статус и границы сельского поселения установлены Законом Республики Татарстан от 31 января 2005 года № 24-ЗРТ «Об установлении границ территорий и статусе муниципального образования "Аксубаевский муниципальный район" и муниципальных образований в его составе»

## Население
| 2010  | 2011  | 2012  | 2013  | 2014  | 2015  | 2016  |
| ----- | ----- | ----- | ----- | ----- | ----- | ----- |
| 1942  | ↘1934 | ↘1900 | ↘1864 | ↘1834 | ↘1783 | ↘1751 |
| 2017  | 2018  | 2019  | 2020  |       |       |       |
| ↘1731 | ↘1679 | ↘1659 | ↘1643 |       |       |       |

## Состав сельского поселения
| № | Населённый пункт | Тип населённого пункта | Население |
| - | ---------------- | ---------------------- | --------- |
| 1 | Старое Ибрайкино | село                   | ↘1642     |